# Kepler-413b
Kepler-413b (cunoscută și ca Kepler-413 (AB)-b)) este o planetă circumbinară care orbitează în jurul stelelor Kepler-413 A și Kepler-413 B din constelația Lebăda. 
Planeta este un gigant gazos cu o masă de 65 de ori mai mare decât Terra. Observațiile realizate cu ajutorul telescopului spațial Kepler au relevat că orbita planetei este orbita planetei este înclinată cu 2,5 grade, iar mișcarea de precesie variază cu până la 30 de grade în decurs de 11 ani. 